# تادئوس تادئوسیان
تادئوس آندرانیکی تادئوسیان (ارمنی: Թադևոս Անդրանիկի Թադևոսյան؛ زادهٔ ۱ مارس ۱۹۴۹) یک  سیاستمدار اهل ارمنستان است که از تاریخ ۱۹۹۰ تا تاریخ ۱۹۹۵ سمت نمایندگی دوره اول شورای عالی جمهوری ارمنستان را برعهده داشت.

## زندگی‌نامه
در 	۱ مارس ۱۹۴۹ در ارمنستان به دنیا آمد . 